# Leptotyphlops sylvicolus
Leptotyphlops sylvicolus là một loài rắn trong họ Leptotyphlopidae. Loài này được Broadley & Wallach miêu tả khoa học đầu tiên năm 1997.